# Mysterious Castles of Clay
Mysterious Castles of Clay ist ein US-amerikanischer Dokumentarfilm von Alan und Joan Root aus dem Jahr 1978. Durch den Film führt als Sprecher Orson Welles. Der Film wurde 1978 mit dem Peabody Award ausgezeichnet und wurde 1979 für den Oscar als besten Dokumentarfilm nominiert.
Der Film befasst sich mit Termitenhügeln in Kenia und beschreibt das von ihnen geschaffene Ökosystem.
Das Ehepaar Alan und Joan Root war in Kenia aufgewachsen. Er hatte bereits als Jugendlicher begonnen das Wildleben Afrikas zu filmen und war mit Michael Grzimek und Bernhard Grzimek befreundet. Alan Root war einer der ersten Filmmacher, der Dokumentationen für das westliche Fernsehen produzierte. Mysterious Castles ist dabei nur einer von Roots Tierfilmen, die mit Preisen ausgezeichnet wurden.

## Auszeichnungen und Nominierungen
- 1978: Peabody Award[2]
- 1979: Oscars: Nominierung als bester Dokumentarfilm[3]